# Lluís Ferrer Caubet
Lluís Ferrer Caubet   (Palma de Mallorca, 1959) es catedrático de Medicina y Cirurgía Animal y exrrector de la Universidad Autónoma de Barcelona (UAB).
Se licenció en Veterinaria por la Universidad de Zaragoza en 1981 y realizó estudios de doctorado en la Escuela Superior de Veterinaria de Hannover, Alemania, donde obtuvo el título de doctor en 1984.
En la UAB fue director del departamento de Patología y Producción Animal y decano de la facultad de Veterinaria entre 1994 y 1998. Fue vicerrector de Investigación y vicerrector adjunto al Rector entre los años 1998 a 2002. En 2002 fue elegido Rector de la Universidad Autónoma de Barcelona, cargo que renovó hasta 2009.
Su investigación se centra en la dermatología comparada y en la inmunología y el diagnóstico de la leishmaniosi canina. Ha dirigido 15 tesis doctorales y ha publicado más de 100 artículos en revistas de prestigio.